# Суперкубок Сектора Гази з футболу 2018
Суперкубок Сектора Гази з футболу 2018  — 7-й розіграш турніру. Матч відбувся 1 вересня 2018 року між чемпіоном Сектора Гази і володарем Кубка Сектора Гази клубом Шабаб (Хан Юніс) та фіналістом Кубка Сектора Гази клубом Шабаб (Рафах).
| Володар Суперкубка Сектора Гази 2018 |
| ------------------------------------ |
|                                      |
| Шабаб (Рафах) Четвертий титул        |

## Матч

### Деталі
| 1 вересня 2018 16:30 (EEST) |

| Шабаб (Хан Юніс)                                                              | 0:0      | Шабаб (Рафах)                                                                       |
| ----------------------------------------------------------------------------- | -------- | ----------------------------------------------------------------------------------- |
|                                                                               | Протокол |                                                                                     |
|                                                                               | Пенальті |                                                                                     |
| Абд Аль-Рахман Аль-Хадж · Бахаа Альсбахі · Мохаммад Бардвіл · Білал Альнімнім | 3:5      | Мохаммад Абу Дан · Джума Альхемес · Адхам Алькаді · Майсара Альбаваб · Бассам Кешта |

| Палестина, Газа Арбітр: Самех Алькассас |